# 뢰도우레시

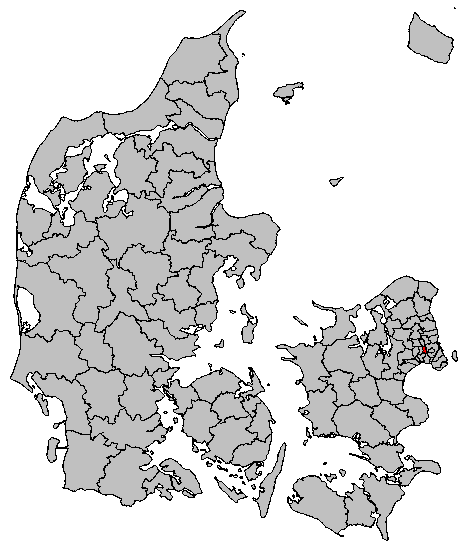
뢰도우레시의 위치

뢰도우레시(덴마크어: Rødovre Kommune)는 덴마크 수도 지역에 위치한 지방 자치체로 행정 중심지는 뢰도우레이며 면적은 12.12km2, 인구는 37,540명(2014년 4월 1일 기준), 인구 밀도는 3,100명/km2이다. 셸란섬 북동부에 위치한다.